# Ramón Farrán Sánchez
Ramón Farrán Sánchez (Barcelona, enero de 1939) es un baterista de jazz, arreglista, productor, compositor y director de orquesta español. Es el fundador de la Fundación Orquesta Nacional de Jazz de España (FONJAZZ).

## Biografía
Hijo del músico Ramón Farrán Tutusaus y María Sánchez, cursó estudios superiores de música en el Conservatorio Superior Municipal de Música de Barcelona y el Conservatorio Superior de Música del Liceo, ambos en Barcelona. Su única hermana, Marta Farrán Sánchez, también se convertiría en música profesional. 
Empezó su trayectoria como baterista de jazz, formando parte del movimiento pionero del jazz en España, junto con Tete Montoliu, con quien compartió estudios.

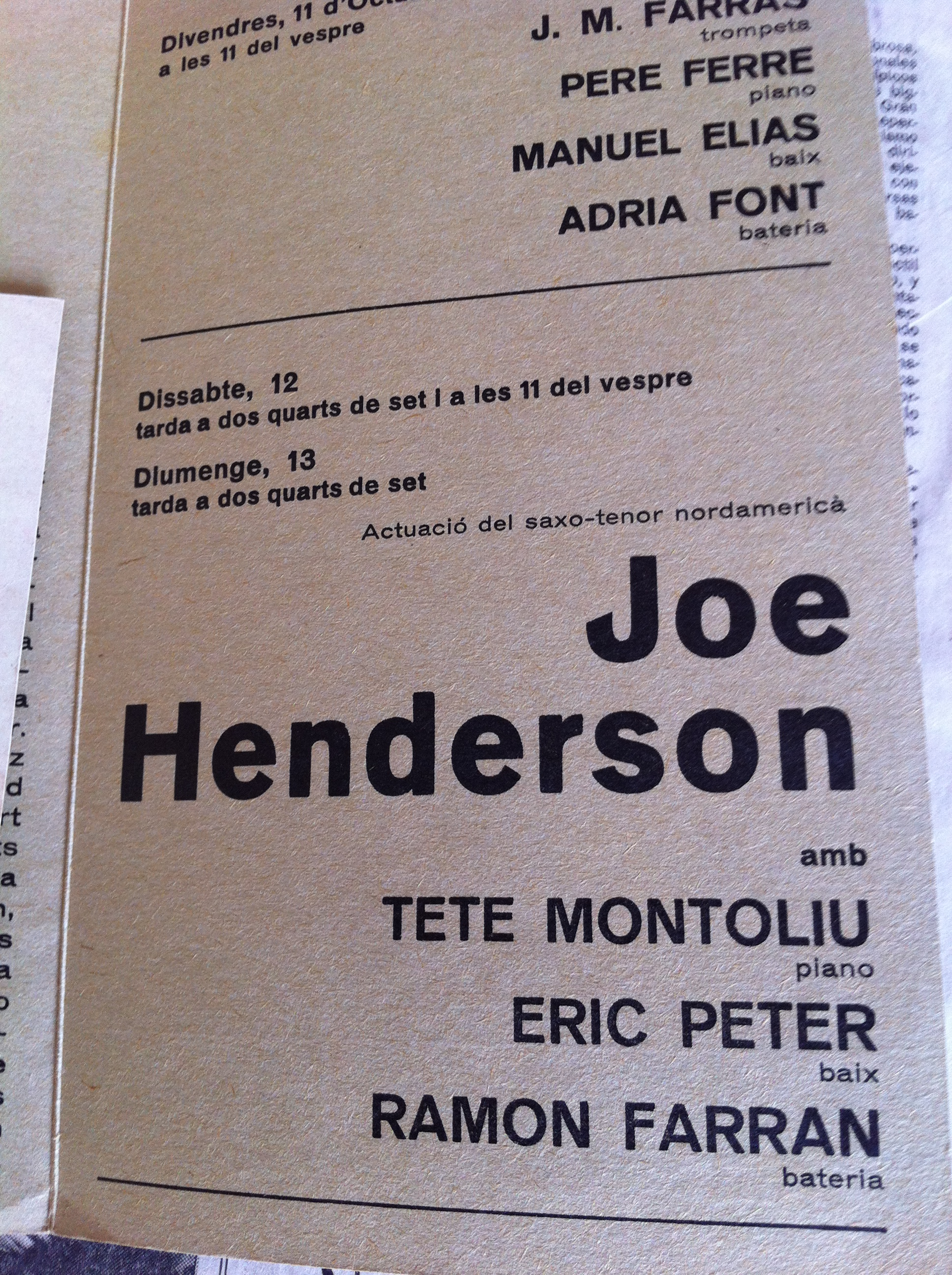
Cartel de concierto

Como batería y percusionista ha tocado con Don Byas, Lionel Hampton, Lorenzo González, Frank Sinatra, Louis Armstrong, Miles Davis, Chet Baker, Shirley Bassey, Joe Henderson, Sonny Rollins, Tete Montoliu, Tubby Hayes, Tito Puente, Ronnie Scott, Celia Cruz, Eje Thelin y Lou Bennett, entre otros.
En el año 1963 abrió su propio club de jazz, el "Indigo Jazz Club", en Palma de Mallorca (uno de los pocos clubs de jazz en España de la época), que recibió visitas de solistas internacionales.
Como productor musical ha dejado su huella en el pop de los '60s' y '70s' en España. Está considerado como uno de los grandes innovadores del pop español gracias a sus originales arreglos de metales y su tratamiento del género "rumba flamenca". Trabajó con Peret y Los Amaya como figura clave definitoria del nuevo sonido "rumba-pop". Colaboró como director musical y productor con muchísimos artistas de la época, entre ellos Juan Manuel Serrat, Massiel, Julio Iglesias, José José, Los Sírex, Los Relámpagos, Los Brincos, Juan y Junior, Mª Dolores Pradera, El Dúo Dinámico, Los Diablos, Lorenzo Santamaría, Los 3 Sudamericanos, Margaluz, Los Cinco Musicales y Los Valldemossa (su canción Fiesta, interpretada por ellos, ganó la medalla de bronce en el Festival pre-Eurovisión de 1970, y se convirtió en número uno en ventas a nivel internacional).
Fue uno de los primeros en usar sintetizadores (en este caso, el moog monofónico) en España, en su disco Magic Moog, donde grabó los instrumentos de la partitura por separado en cada una de las 16 pistas, otra novedad en los estudios de grabación de la época. Con este instrumento grabó el disco homenaje al Cometa Kohoutek, titulado My young Comet y Magic Moog (1973). 
Trabajó para Radiotelevisión Española (RTVE) durante varios años, en Barcelona y en Madrid, como director musical de programas como “Escala en Hi-Fi”, Noches del Sábado, Noches de Europa o el Festival de la Canción Infantil de TVE, y fue nombrado Director  Musical de Festivales Internacionales de RTVE en el año 1968. Entre los años 1965 y 1978 colaboró, entre otros directores, con Fernando García de la Vega y Artur Kaps, como director musical de programas musicales, así como del primer festival en RTVE de la Canción Infantil y varios otros festivales y programas especiales.
En 1971, con motivo del 300 aniversario de la muerte de William Shakespeare, estrena la obra "Shakespeare" en la Catedral de Southwark, en Londres, basada en un poema de Robert Graves, padre de su esposa, la escritora Lucía Graves. Posteriormente, musicó varios poemas de Graves en el disco El Olivo, que se editó en 1977. Fue igualmente el autor de la música de La canción del columpio que, habiendo sido escrita la letra por su esposa, la escritora Lucía Graves, participó en el III Festival de la Canción Infantil de TVE, en 1969, programa del que era, además, el director musical. 
Como director musical y director de orquesta ha trabajado con Montserrat Caballé y la Orquesta Sinfónica de Madrid, con Isabel Pantoja en su gira por España, Estados Unidos y Sudamérica en 1992-93, y con otros muchos artistas, entre ellos Juan Manuel Serrat, Celia Cruz, Julio Iglesias y Shirley Bassey.
Ha compuesto música para cine ("Illegally yours", de Peter Bogdanovich; "Contra el viento", de Paco Periñán; "Aquí llega Condemor, el pecador de la pradera", de Álvaro Sáenz de Heredia),  televisión ("El doctor Caparrós"; "Los Marginados" y "Realidades", de Carmen Sarmiento; "Vecinos"; "Este es mi Barrio" y "Manos a la obra", de Vicente Escrivá; "Entre dos amores", con Isabel Pantoja; "Media hora con Gila"), teatro ("La piel del limón", "El corto vuelo del gallo", Jaime Salom; "Pares y Nines" de José Luis Alonso de Santos), radio (la serie de relatos "Las mil y una noches", para Radio Nacional de España (RNE) y danza (componiendo varias obras para el Ballet Nacional de Cuba residente en Madrid, dirigido por Alicia Alonso). Su banda sonora para Bonsái, cortometraje dirigido por Oscar Martín, ha recibido un certificado de mérito por música y sonido en el Festival Internacional de Cine de Rochester, Nueva York (2012). 
Como compositor de música contemporánea/clásica moderna, destacan sus obras "Elements", estrenada en 1985 en el Teatro Principal de Palma de Mallorca; Mediterránea, obra sinfónica presentada en el Auditorio de Palma de Mallorca en 1991;  "Mantra de Ahímsa", dedicada a SS dalái lama; la ópera-concierto visual "Gaudí"; "Aire de Carnaval" y "Agua Salada", estrenadas en el Festival Internacional de música electrónica "Primavera en la Habana '98", en Cuba; y "Menina" de Juan Carlos Eguillor, inspirada en Las Meninas de Velázquez, presentada en la exposición inaugural del Museo Nacional Centro de Arte Reina Sofía de Madrid.
En 1987 utiliza música programada a través de un ordenador en el escenario en compañía de una orquesta de cámara en el Teatro Albéniz de Madrid, donde se estrenó su obra tecno-multimedia "Un toro suelto en Nueva York" inspirada en la poesía de  Federico García Lorca. A esta presentación en España le siguió una gira en Nueva York.
En 1999 crea la FONJAZZ, "Fundación Orquesta Nacional de Jazz de España", una fundación cultural sin ánimo de lucro, de la que es presidente. En el año 2000 se hace la presentación pública de la FONJAZZ y sus objetivos en el auditorio de la sede de la Sociedad General de Autores y Editores (SGAE) de Madrid, asociación de la cual Ramón Farrán es miembro activo desde sus inicios. Le siguen conciertos en España y Sudamérica. En el año 2004 representa a España en el "Encuentro Cultural de España y Colombia", donde el alcalde le entrega la Llave de la Ciudad de Cartagena de Indias. La ONJAZZ ha disfrutado de colaboraciones que abarcan desde Randy Brecker a Miguel Ríos, pasando por Roberto Pla, Chano Domínguez, Jerry González, Curro Cueto, Natalia Farrán, Jorge Pardo, Antonio Canales y otros muchos. Esta formación ha grabado dos discos hasta la fecha: "Jaleos" y "Mujeres en el Jazz" (cabe mencionar que el diseño de ambas portadas corrió a cargo de Laia Farrán). En "Jaleos", doble álbum distribuido por Sony Music, se presenta su jazz sinfónico español, una mezcla de folk, jazz y música clásica española, que podría definirse como un nuevo género musical. Este disco está producido por Clarissa Farrán, e incluye, además de la ONJAZZ, invitados especiales como Randy Brecker, Paquito D’Rivera, Jerry González, Jorge Pardo, Antonio Canales y Chano Domínguez. "Mujeres en el jazz", un recopilatorio de clásicos del jazz y composiciones originales compuestas y cantadas por Natalia Farrán, es el primer disco de la formación de solistas de la ONJAZZ, y se lanza con el apoyo de Paradores de Turismo, para una causa benéfica, ayudando económicamente a la Federación de Mujeres Progresistas con la venta de los CD.

## Discografía
| Álbum                            | Año  | Discográfica                 |
| -------------------------------- | ---- | ---------------------------- |
| FARRAN Y SU NUEVO SONIDO ESPAÑOL | 1968 | Discos Vergara               |
| MAGIC MOOG                       | 1973 | Discos BASF                  |
| HANG GLIDER                      | 1973 | Discos BASF                  |
| MY YOUNG COMET                   | 1974 | Discos BASF                  |
| OLIVE TREE                       | 1977 | Discos / Bass Drums          |
| TABACO 2                         | 1979 | Discos Quality / D.K. 2007   |
| EL CORTO VUELO DEL GALLO         | 1980 | Tándem / T. 90-004           |
| EL OLIVO                         | 1984 | Discos Blau / A.6 /          |
| ELEMENTS                         | 1985 | Discos Blau/ A. 7            |
| CONTRA EL VIENTO                 | 1990 | Discos Mercury / AF 84019- 1 |
| MANTRA DE AHIMSA                 | 1990 | RTVE Música / 640023         |
| AQUI LLEGA CONDEMOR              | 1996 | Guadiana Producciones        |
| JALEOS                           | 2009 | Sony Music (Legacy)          |
| MUJERES EN EL JAZZ               | 2010 | Creart Música S.L.           |